# Oberliga Hamburg/Schleswig-Holstein
La Oberliga Hamburg/Schleswig-Holstein fue una liga de fútbol de Alemania que existió desde la creación de la Regionalliga hasta la reformación de la Oberliga Nord en 2004.

## Historia
Fue creada en el año 1994 luego de que el fútbol alemán hiciera una reforma a su liga creando la Regionalliga como su cuarta división, con lo que la Oberliga Hamburg/Schleswig-Holstein tomó el lugar de la Oberliga Nord en la cuarta división de Alemania como consecuencia de la creación de la Regionalliga Nord.
Su temporada inaugural fue con 16 equipos, donde los dos primeros lugares de cada temporada lograban el ascenso a la Regionalliga Nord, eso hasta que en el año 2000 decidieran reducir las Regionalligas a dos, lo que provocó que la Oberliga Hamburg/Schleswig-Holstein aumentara a 18 equipos.
En 2004 se hizo otra reforma a la liga, trayendo de vuelta a la Oberliga Nord y desapareciendo a la Oberliga Hamburg/Schleswig-Holstein.

## Equipos

### Fundadores
Estos son los 16 equipos que disputaron la temporada 1994/95:
| - 1. SC Norderstedt - ASV Bergedorf - FC St.Pauli II - VfL Pinneberg - Barsbütteler SV - Harburger TB | - FC Altona 93 - SV Halstenbek-Rellingen - Holstein Kiel II - Heider SV - SV Sereetz | - TSV Pansdorf - Phönix Lübeck - Itzehoer SV - TSB Flensburg - SpVgg Flensburg 08 |

### Últimos Participantes
Estos son los equipos que disputaron la última temporada en 2003/04 y a donde fueron distribuidos al finalizar la misma:
| A la Oberliga Nord: - Holstein Kiel II - FC Altona 93 - Concordia Hamburg - Meiendorfer SV - FC St.Pauli II - ASV Bergedorf 85 - FT Eider Büdelsdorf - SC Victoria Hamburg | a la Verbandsliga Hamburg: - SV Lurup - VfL Pinneberg - TSV Sasel - Vorwärts/Wacker Billstedt - Rasensport Elmshorn - Wedeler TSV a la Verbandsliga Schleswig-Holstein: - Husumer SV - TSV Kropp - SpVgg Flensburg 08 - Heider SV |

## Ediciones Anteriores
| Season    | Club             |
| --------- | ---------------- |
| 1994-95   | FC St. Pauli II  |
| 1995-96   | FC Altona 93     |
| 1996-97   | VfL 93 Hamburg   |
| 1997-98   | Holstein Kiel    |
| 1998-99   | FC St. Pauli II  |
| 1999-2000 | TuS Felde        |
| 2000-01   | Holstein Kiel    |
| 2001-02   | Hamburger SV II  |
| 2002-03   | FC St. Pauli II  |
| 2003-04   | Holstein Kiel II |

Fuente:
- El FC St. Pauli II fue inelegible para ascender en 2003 luego de que su primer equipo descendiera a la Regionalliga. El subcampeón VfR Neumünster, tomó su lugar.

## Participantes por temporada
| Club                     | 1995 | 1996 | 1997 | 1998 | 1999 | 2000 | 2001 | 2002 | 2003 | 2004 |
| ------------------------ | ---- | ---- | ---- | ---- | ---- | ---- | ---- | ---- | ---- | ---- |
| Holstein Kiel            | R    | R    | 6    | 1    | R    | R    | 1    | R    | R    | R    |
| Hamburger SV II          | R    | R    | R    | R    | R    | R    | 3    | 1    | R    | R    |
| VfR Neumünster           |      | 12   | 10   | 10   | 14   |      | 9    | 6    | 2    | R    |
| Holstein Kiel II         | 12   | 13   |      |      |      |      |      |      | 15   | 1    |
| FC Altona 93 1           | 3    | 1    | R    |      |      |      |      |      | 8    | 2    |
| Concordia Hamburg        | R    | R    | R    | 5    | 6    | 16   |      | 5    | 3    | 3    |
| Meiendorfer SV           |      | 15   |      |      |      |      |      |      | 6    | 4    |
| FC St. Pauli II          | 1    | R    | R    | 3    | 1    | R    | 5    | 2    | 1    | 5    |
| ASV Bergedorf 85         | 11   | 14   |      | 16   |      |      |      | 4    | 4    | 6    |
| Eider Büdelsdorf         |      |      |      |      |      |      |      |      |      | 7    |
| SC Victoria Hamburg      |      | 16   |      |      |      |      |      |      |      | 8    |
| VfL Pinneberg            | 9    | 4    | 7    | 11   | 7    | 5    | 12   | 7    | 9    | 9    |
| Husumer SV               |      |      |      |      |      |      |      | 9    | 10   | 10   |
| SV Lurup                 | R    | R    | R    | 12   | 8    | 13   | 16   | 12   | 5    | 11   |
| TSV Sasel                |      |      |      |      |      |      |      |      |      | 12   |
| TSV Kropp                |      |      |      |      |      |      |      |      |      | 13   |
| SpVgg Flensburg 08       | 14   |      |      |      |      |      |      | 18   | 11   | 14   |
| SC Vorwärts Billstedt    |      |      |      | 14   | 9    | 10   | 7    | 8    | 14   | 15   |
| Raspo Elmshorn           |      |      | 12   |      | 12   | 2    | 8    | 14   | 7    | 16   |
| Wedeler TSV              |      |      |      |      |      |      |      |      |      | 17   |
| Heider SV                | 4    | 3    | 2    | 9    | 11   | 12   | 13   | 11   | 13   | 18   |
| TSV Altenholz 6          |      |      |      | 6    | 13   | 3    | 10   | 15   | 12   |      |
| Eimsbütteler TV          |      |      |      |      |      | 14   | 17   | 17   | 16   |      |
| TSB Flensburg            | 15   |      | 16   |      |      |      |      |      | 17   |      |
| 1. SC Norderstedt 5      | 2    | R    | R    | R    | R    | R    | 4    | 3    |      |      |
| Eichholzer SV 5          |      |      |      |      |      | 7    | 11   | 10   |      |      |
| FC Kilia Kiel            |      |      |      |      |      |      |      | 13   |      |      |
| TSV Lägersdorf 5         |      |      |      |      |      | 8    | 15   | 16   |      |      |
| TuS Hoisdorf 4           | R    | 5    | 5    | 2    | 3    | 4    | 2    |      |      |      |
| TuS Felde 4              |      |      |      |      | 4    | 1    | 6    |      |      |      |
| TuS Dassendorf           |      |      |      |      |      | 9    | 14   |      |      |      |
| Harburger TB             | 7    | 9    | 11   | 13   | 10   | 11   | 18   |      |      |      |
| TSV Pansdorf 3           | 10   | 2    | 4    | 4    | 2    | 6    |      |      |      |      |
| Itzehoer SV              | 13   | 8    | 8    | 8    | 5    | 15   |      |      |      |      |
| SV Halstenbeck-Rellingen | 8    | 6    | 9    | 7    | 15   |      |      |      |      |      |
| Phönix Lübeck            | 5    | 10   | 14   |      | 16   |      |      |      |      |      |
| VfL 93 Hamburg 2         | R    | R    | 1    | R    |      |      |      |      |      |      |
| TSV Nord Harrislee       |      | 7    | 3    | 15   |      |      |      |      |      |      |
| Barsbütteler SV          | 6    | 11   | 13   |      |      |      |      |      |      |      |
| Cóndor Hamburg           |      |      | 15   |      |      |      |      |      |      |      |
| SV Sereetz               | 16   |      |      |      |      |      |      |      |      |      |

Fuente:
- 1 El FC Altona 93 mandó al equipo a la Verbandsliga en 1997.
- 2 El VfL 93 Hamburg mandó al equipo a la Verbandsliga en 1998.
- 3 El TSV Pansdorf abandonó la liga en 2000.
- 4 El TuS Hoisdorf y el TuS Felde abandonaron la liga en 2001.
- 5 El 1. SC Norderstedt, Eichholzer SV y TSV Lägersdorf abandonaron la liga en 2002.
- 6 El TSV Altenholz abandonó la liga en 2003.

### Simbología
| Símbolo | Significado                       |
| ------- | --------------------------------- |
| B       | Bundesliga (1963–presente)        |
| 2B      | 2. Bundesliga (1974–presente)     |
| R       | Regionalliga Nord (1994–presente) |
| 1       | Campeón de Liga                   |
| Lugar   | Liga                              |
| Blanco  | Jugó en una liga inferior         |